# Smaragdia pulcherrima
Smaragdia pulcherrima is een slakkensoort uit de familie van de Neritidae. De wetenschappelijke naam van de soort is voor het eerst geldig gepubliceerd in 1871 door Angas.